# Ma Đậu

Vị trí tại Ma Đậu

Ma Đậu (tiếng Trung: 麻豆; bính âm: mádòu; Wade–Giles: ma-tou) là một khu (quận) của thành phố Đài Nam, Trung Hoa Dân Quốc (Đài Loan). Tên của quận được bắt nguồn từ ngôn ngữ của thổ dân Siraya là Moatau hay "Mattou" và địa bàn quận trước đây là nơi cư trú của bộ tộc này. Dưới thời Đài Loan là thuộc địa của Nhật Bản, năm 1910, nhà máy đường Ma Đậu đã được xây dựng. Ma Đậu hiện có diện tích 53,9744 km², dân số vào tháng 8 năm 2011 là 45.686 người trong 15.130 hộ gia đình, mật độ cư dân đạt 846,4 người/km².